# Giuseppe Ottaviani (atleta)
Giuseppe Ottaviani (Sant'Ippolito, 20 de mayo de 1916 - Ibidem., 19 de julio de 2020) fue un atleta máster italiano.

## Biografía
Piloto de aviación durante la Segunda Guerra Mundial y sastre durante más de cincuenta años. A los setenta y cinco años comenzó a practicar en atletismo, poseyó records tanto indoors como outdors en categorías de mayores de noventa y cinco y cien años.
Falleció por causas naturales el 19 de julio de 2020 a los ciento cuatro años en Sant'Ippolito (Pésaro y Urbino).

## Participaciones
Ancona 2016 (categoría mayores de 95 años)
- Plata en 60 metros lisos con un tiempo 18.65
- Oro en 200 metros lisos con un tiempo 2:00.23
- Plata en salto de altura con 1,29 metros
- No salió en Triple salto

Madrid 2018 (categoría mayores de 100 años)
- Oro en triple salto con 2,18 metros
- Oro en salto de longitud con 0,85 metros
- Oro en lanzamiento de peso (3kg) con 3,31 metros.